# Aaron Kitchell
Aaron Kitchell (* 10. Juli 1744 im Hanover Township, Morris County, Province of New Jersey; † 25. Juni 1820 ebenda) war ein US-amerikanischer Politiker, der den Bundesstaat New Jersey in beiden Kammern des Kongresses vertrat.
Nachdem er seine Schulausbildung in Hanover abgeschlossen hatte, absolvierte Aaron Kitchell eine Ausbildung zum Schmied. Seine politische Laufbahn begann 1781, als er erstmals in die New Jersey General Assembly einzog, wo er zunächst bis 1782 verblieb. Weitere Amtszeiten in dieser Parlamentskammer folgten 1784, von 1786 bis 1790, von 1793 bis 1794, 1797, von 1801 bis 1804 und schließlich noch einmal im Jahr 1809.
Zwischenzeitlich vertrat er die Interessen seines Staates erstmals vom 4. März 1791 bis zum 3. März 1793 im Repräsentantenhaus des 2. US-Kongresses. Nach dem Tod des Abgeordneten Abraham Clark gewann er die Nachwahl um dessen Mandat und kehrte am 29. Januar 1795 in den zu diesem Zeitpunkt noch in Philadelphia tagenden Kongress zurück. Er wurde noch einmal im Amt bestätigt und schied am 3. März 1797 zunächst ein weiteres Mal aus dem Repräsentantenhaus aus. Vom 4. März 1799 bis zum 3. März 1801 verbrachte er dort dann noch eine Amtsperiode.
Schließlich wurde Aaron Kitchell 1804 als Mitglied der Democratic Republicans in den Senat der Vereinigten Staaten gewählt. Dort nahm er sein Mandat vom 4. März 1805 bis zu seinem Rücktritt am 12. März 1809 wahr.